# Rohkunborri-Nationalpark
Der Rohkunborri-Nationalpark (norwegisch Rohkunborri nasjonalpark) ist ein norwegischer Nationalpark. Er gehört zur Gemeinde Bardu in der Provinz Troms. Der Park umfasst eine Fläche von 571,33 km² und wurde im Februar 2011 eröffnet, um dieses große, nahezu unberührte Gebiet mit seinen Ökosystemen und Landschaften zu erhalten und zu schützen.
Im Süden grenzt der Park an Schweden und geht im Südwesten in den schwedischen Nationalpark Vadvetjåkka über.

## Geographie, Landschaft und Geologie
Der Park umfasst hauptsächlich den südöstlichen Teil des Sørdalen-Tals und die Gebirgslandschaft östlich davon. Der höchste Berg im Park ist der 1659 moh. hohe Rohkunborri. Die Waldfläche im Nationalpark beträgt 70,354 km², wovon ein Teil auch landwirtschaftlich genutzt wird. Im Park liegen die beiden größeren Seen Geavdnjajávri und Eartebealjávri.
Die Landschaft gestaltet sich sehr vielfältig, so dass es dort neben naturbelassenen Laubwäldern auch alpine Vegetation mit kalkreichen Böden sowie Feuchtgebiete und Moore gibt.

## Flora und Fauna
Im Park gibt es einige seltene Tierarten, darunter Polarfuchs, Vielfraß, Luchs, Braunbär, Gerfalke und Schneeeule.